# Mount Conrad
Mount Conrad ist ein 600 m hoher und etwas unscheinbarer Berg im Norden des ostantarktischen Viktorialands. In den Wilson Hills ragt er 11,8 km südlich des Kap Kinsey im Zentrum der Goodman Hills auf.
Der United States Geological Survey kartierte ihn anhand eigener Vermessungen und Luftaufnahmen der United States Navy aus den Jahren von 1960 bis 1963. Das Advisory Committee on Antarctic Names benannte ihn 1970 nach dem US-amerikanischen Piloten Max Conrad (1903–1979), dem im selben Jahr als Erstem ein Alleinflug zum geografischen Südpol gelang.